# Adolf Altmann (Unternehmer)
Adolf Altmann (* 14. August 1850 in Steinau an der Oder; † 21. August 1905 in Breslau) war ein deutscher Ingenieur und Unternehmer. Er zählt zu den Pionieren des Motoren- und Fahrzeugbaus.

## Leben
Adolf Altmann wurde am 14. August 1850 zu Steinau in Schlesien als Sohn eine Kaufmanns geboren. Nach dem Gymnasium in Breslau besuchte er die Kgl. Gewerbeschule in Liegnitz (Schlesien). Nach einer einjährigen praktischen Lehre als Schlosser studierte er an der Gewerbeakademie in Berlin. Als 1870 der Deutsch-Französische Krieg begann, meldete er sich, wie die meisten seiner Mitschüler, freiwillig. Im Großherzoglich Mecklenburgisches Füsilier-Regiment diente er bis Kriegsende. Nachdem er sein Studium beendet hatte, arbeitete er in Königsberg in der Maschinenfabrik zu Bernburg und danach in der Freundschen Maschinenfabrik in Berlin als Erster Konstrukteur. Mit spärlichen Mittel gründete Altmann 1879 in der Ackerstraße 68 in Berlin eine Maschinenfabrik. Neben Ausrüstungen für Kleinbahnen und die Landwirtschaft beschäftigte er sich mit der Konstruktion und dem Bau von Kleinmotoren für Dampf, Petroleum und Spiritus, für die er eine Reihe von Patenten hatte. Nach Erweiterung seiner Fabrik – gemeinsam mit Otto Engel – firmierte das Unternehmen als Ad. Altmann & Comp. Motoren- und Maschinenfabrik.
Max Duttenhofer, Aufsichtsratsvorsitzender, und Wilhelm Lorenz, Aufsichtsratsmitglied der Daimler-Motoren-Gesellschaft (DMG), wollten sich stärker im Motorenbau engagieren, um unabhängiger von Gottlieb Daimler zu werden. So fanden sie in Adolf Altmann einen Partner, mit dem sie 1887 die Allgemeine Motorwagen G.m.b.H. (AMG) gründeten, um ihre Patente gemeinsam nutzen zu können. 1897 wurde dieses Unternehmen mit der Ad. Altmann & Comp. Motoren- und Maschinenfabrik zur Motorfahrzeug- und Motorenfabrik Berlin AG (MMB) verschmolzen, in welcher Altmann die Leitung übernahm. Als im Frühjahr 1902 die Übernahme der MMB von der DMG absehbar war, trat Altmann von der Leitung zurück und wurde als Civilingenieur tätig. Neben beratenden Tätigkeiten widmet er sich dem Dampfwagen. Im Mai 1905 wurde die Kraftfahrzeug-Werke GmbH in Brandenburg gegründet um Dampfautomobilie für Personen- und Lastentransport nach dem „System Altmann“ zu fertigen.
Am 21. August 1905 wollte der Civilingenieur Schomburg in Breslau seinen Apparat zur Vergasung von flüssiger Brennstoffe den Rütgerswerken vorführen, an der Altmann als Berater teilnahm. Dabei kam es zu einer Explosion, an deren Folgen Altmann und vier weitere Personen starben. Altmann wurde am 25. August in Berlin-Weißensee bestattet.
Altmann war seit 1882 mit Animale Naumann verheiratet, mit der er zwei Töchter hatte.

## Motorenbau
Adolf Altmann hat sich dem Bau von Dampfmotoren und von Verbrennungsmotoren gewidmet. Für den Bau der Dampfmotoren hatte er eine Lizenz von Hoffmeister erworben, die ihm die alleinige Fertigung für Deutschland zusicherte. Von 1883 bis 1887 wurden davon einige hundert gefertigt.
1896 Dampfmotor von Altmann & Co.
Zusammen mit Fritz Küppermann hatte er ein Patent für einen Petroleummotor, der bei der Deutschen allgemeinen Ausstellung für Unfallverhütung 1889 vorgestellt wurde.
Um den in Deutschland produzierten Spiritus zu nutzen, entwicktelt er eigene Spiritusmotoren. Die Hauptmerkmerkmale dieser Konstruktionen wurden auch noch bei den Nutzfahrzeugen der DMG verwendet.

## Lokomobile
Mit den Petroleummotoren entwickelte er Lokomobile. 1894 stellt er ein Lokomobil mit Fahrantrieb vor. Dieser Trakteur kann als erster deutscher Traktor mit Verbrennungsmotor bezeichnet werden. In den späteren Jahren wurden die Lokomobile auch mit seinen Spiritusmotoren ausgestattet, die auf Grund der hohen Kompression sehr wirtschaftlich waren.

## Motorwagen
Das Patent CH17924A von 1898 wurde für einen Motorwagen vergeben.

## Dampfwagen

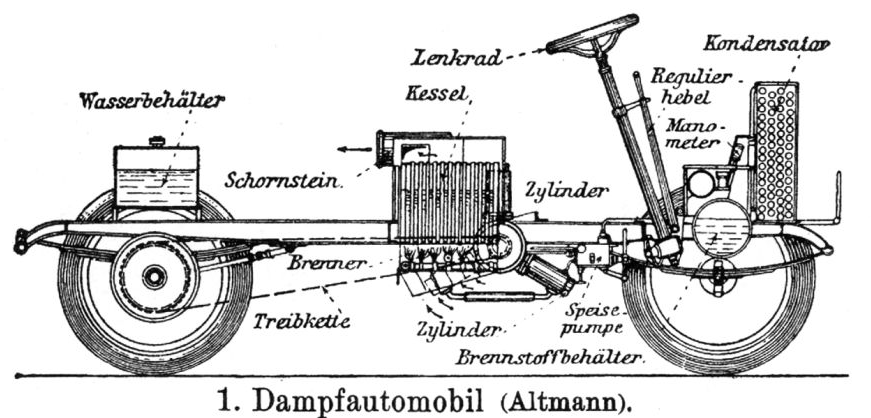
Dampfwagen „System Altmann“

Altmann beschäftigte sich auch mit Dampfwagen.
Auf der Internationalen Automobilausstellung im Februar 1905 in Berlin wurde das Dampfautomobil „System Altmann“ vorgestellt.